# Bofors 75 mm Model 1934
Il Bofors 75 mm Model 1934 fu un cannone da montagna prodotto dalla ditta svedese Bofors.
Era un'arma ben fatta, robusta, scomponibile in otto carichi someggiabili. Disponeva di una massiccia scudatura; una lunga coda d'affusto, senza tubi di alleggerimento, terminava con un vomere e una leva per il brandeggio manuale. L'alzo rendeva possibile il tiro nel secondo arco (oltre i 20°) e la granata impiegata aveva carica fissa.
Un lotto di cannoni fu acquistato dal Regno dei Paesi Bassi, che li schierò nelle colonie del Sud-est asiatico; il Belgio comprò alcuni pezzi poi sistemati nelle Ardenne: li dotò di ruote pneumatiche per il traino motorizzato, eliminò la scomponibilità e li ridenominò Canon de 75 mm Modelè 1934. Qualche Bofors cadde in mano alla Wehrmacht nel 1940 e all'Impero giapponese nel 1942.